# CDNA

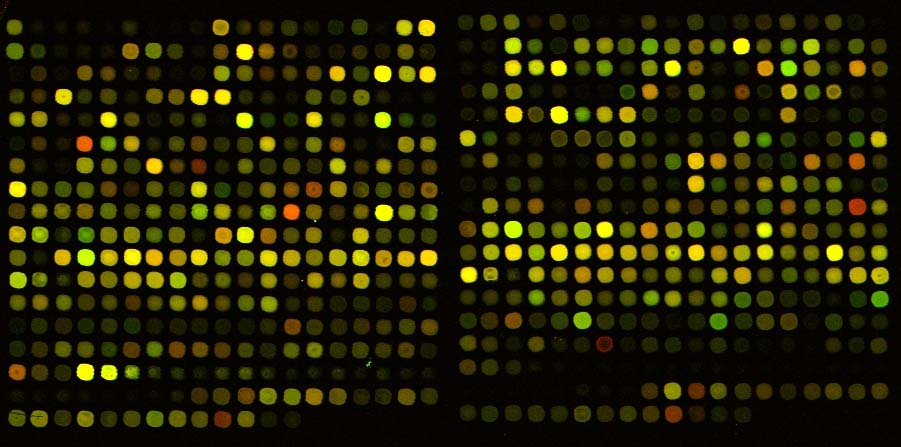
Output van een cDNA-microarray

CopyDNA of complement DNA (afgekort als cDNA) is DNA dat door reverse-transcriptie uit mRNA is verkregen. Omdat het rechtstreeks uit coderend mRNA is verkregen, bevat het geen introns of regulerende sequenties die vaak wel in een gen te vinden zijn. Het bestaat in zowel dubbelstrengse als enkelstrengse vorm. In moleculair-biologisch onderzoek wordt het veel toegepast, met name bij het in kaart brengen van genexpressie.
cDNA wordt bijvoorbeeld gebruikt voor het maken van expressed sequence tags (ESTs). Ook wordt cDNA gebruikt voor probes in een DNA-microarray. cDNA kan in grote hoeveelheden worden opgeslagen in cDNA-bibliotheken.
Dat de term cDNA op twee manieren vertaald kan worden, komt doordat onderzoekers de term een beetje slordig gebruiken. Oorspronkelijk betrof het alleen complementair DNA, DNA complementair aan de code van de genen, maar later is dit gebruik enigszins verwaterd.
cDNA wordt vooral gebruikt om eukaryote genen in prokaryoten tot expressie te brengen, daar prokaryoten niet over de mogelijkheid beschikken mRNA eventueel te splicen voor translatie. cDNA wordt gebruikt in de recombinant-DNA-technologie. Het cDNA van een eukaryoot kan in een plasmide van een bacterie worden ingebracht, waarna de bacterie de eukaryotische eigenschap overneemt, zoals het produceren van insuline.